# Gli ugonotti
Gli ugonotti (Les Huguenots) è un'opera lirica di Giacomo Meyerbeer.
Frutto di cinque anni di lavoro, è la sua opera più lunga ed ambiziosa.
La prima assoluta avvenne con successo all'Opéra national de Paris il 29 febbraio 1836, con Marie-Cornélie Falcon, Adolphe Nourrit, Nicolas Levasseur e Prosper Dérivis.
La prima italiana fu il 26 dicembre 1841 al teatro della Pergola di Firenze, con il titolo Gli anglicani, nella traduzione di Francesco Guidi.

## Storia e carattere
L'ambientazione durante la notte di San Bartolomeo, un fatto storico estremamente importante per i protestanti, la rese invisa all'intellettualità tedesca. Meyerbeer aveva tentato addirittura di inserire tra i personaggi del dramma Théodore Agrippa d'Aubigné ed Enrico IV di Francia; solo l'impossibilità di rappresentarla, in quel caso, anche in Germania lo fece optare per personaggi del tutto romanzeschi.
Imponente è la quantità di fonti da cui Meyerbeer attinse: con l'aiuto di Bottée de Toulmon studiò il Salterio di Maraut, e, presso la bibliothèque nationale de France, la musica strumentale francese del XVI secolo; utilizzò lo Yigdal, o inno ebraico del sabato per il richiamo della scolta (Rentrez, habitants de Paris), mentre l'inno luterano Ein feste Burg di Martin Lutero, che fa da tema principale dell'introduzione, riaffiora costantemente nell'introduzione, nel canto del vecchio ugonotto Marcel e, affidato al coro femminile, poco prima della strage con cui l'opera cupamente si conclude.
Nella sfavillante ricerca timbrica, Meyerbeer reintrodusse la viola d'amore per accompagnare taluni recitativi.

## Cast della prima assoluta

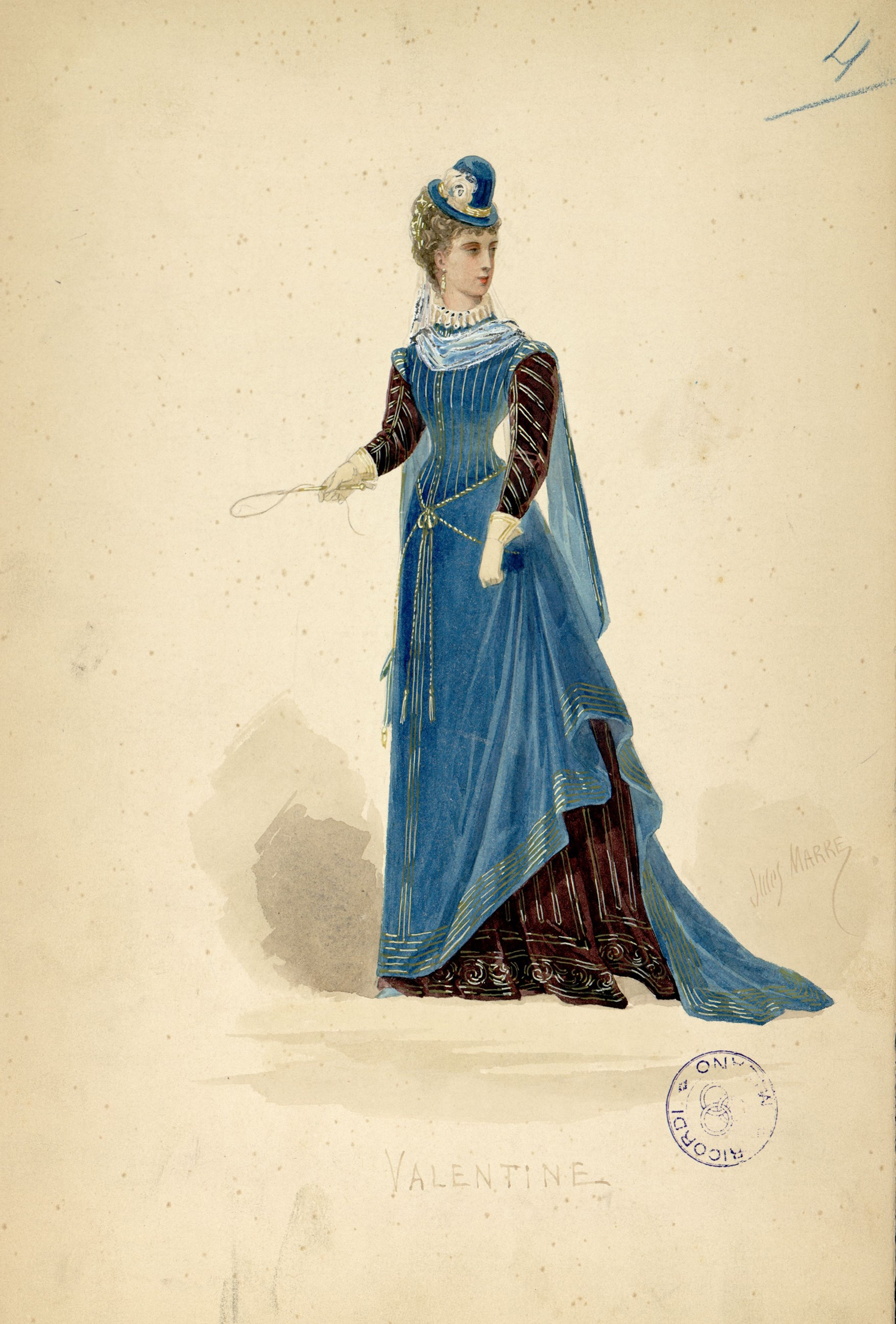
Valentine (soprano), figurino per Gli Ugonotti (s.d.). Archivio Storico Ricordi

| Personaggio            | Tipologia vocale | Interpreti della prima 29 febbraio 1836 (direttore François Habeneck) |
| ---------------------- | ---------------- | --------------------------------------------------------------------- |
| Marguerite de Valois   | soprano          | Julie Dorus-Gras                                                      |
| Valentine              | soprano          | Marie-Cornélie Falcon                                                 |
| Urbain                 | soprano          | Maria Flécheux                                                        |
| Raoul de Nangis        | tenore           | Adolphe Nourrit                                                       |
| Marcel                 | basso            | Nicolas Levasseur                                                     |
| Il Conte di Nevers     | baritono         | Prosper Dérivis                                                       |
| Il Conte di Saint-Bris | baritono         | Jean-Jacques-Émile Serda                                              |
| Bois-Rosé Thoré        | tenore           | François Wartel                                                       |
| Maurevert              | Baritono         | Signor Bernadet                                                       |
| Tavannes               | tenore           | Alexis Dupont                                                         |
| Cossé                  | tenore           | Jean-Étienne-Auguste Massol                                           |
| De Retz                | baritono         | Alexandre Prévost                                                     |
| Méru                   | baritono         | Ferdinand Prévôt                                                      |
| Léonard                | tenore           | Signor Charpentier                                                    |
| Araldo                 | basso            | Adolphe-Joseph-Louis Alizard                                          |
| Due damigelle d'onore  | soprano          | Signora Gosselin Signora Laurent                                      |

## Trama

### Atto 1
Nonostante i contrasti religiosi sempre più tesi e sanguinosi, il Conte di Nevers, cattolico, ha invitato al banchetto presso il proprio castello il nobile Raoul de Nangis, ugonotto, il quale, dopo l'iniziale spaesamento, si lascia andare ad alcune confidenze con gli altri invitati sulla sua infatuazione per una misteriosa ragazza, di cui non conosce il nome, e a cui ha salvato la vita. 
 Raoul viene raggiunto dal servo Marcel, fanatico ugonotto, i cui lamenti scatenano le risate dei presenti, al che Marcel, stizzito, replica con una canzone che rievoca la sconfitta cattolica a La Rochelle. Il siparietto comico viene interrotto da un paggio che convoca il padrone di casa a un colloquio: Nevers riceve con sorpresa la sua promessa sposa, Valentine de Saint-Bris, la quale comunica la rottura  del loro fidanzamento. Il colloquio tra Nevers e Valentine viene spiato dagli invitati, e Raoul, sgomento, riconosce nella promessa sposa la ragazza sconosciuta di cui è innamorato.
Un altro repentino arrivo interrompe la festa: un paggio, di nome Urbain, chiede di Raoul e gli mostra un biglietto anonimo, in cui gli viene richiesto di presentarsi bendato a un appuntamento sotto la torre del castello. Mentre Raoul, comunque perplesso, obbedisce, gli invitati commentano stupiti l'avvenimento, riconoscendo la mano che ha scritto il biglietto: è la grafia di Marguerite de Valois, sorella del re Carlo.

### Atto 2
Nel castello di Marguerite, la regina inneggia ai piaceri dell'amore in contrapposizione alle guerre di religione che stanno dilaniando la Francia. Valentine entra, e si confida con la regina: è stata lei a consigliarle di rinunciare alle nozze con Nevers, per poter sposare Raoul, di cui è innamorata, per favorire anche la pacificazione tra cattolici e ugonotti.
 Urbain, nel frattempo, avverte le dame dell'arrivo di Raoul, ancora bendato, e la regina congeda tutte per rimanere sola con il cavaliere. Marguerite svela il suo progetto politico e matrimoniale a Raoul, che viene invitato a giurare pace con i conti di Nevers e Saint-Bris, quest'ultimo padre di Valentine. Quando gli viene presentata la sposa, tuttavia, Raoul, cadendo nell'equivoco non sapendo della rottura del loro matrimonio, rifiuta le nozze con quella che crede essere l'amante di Nevers, causando le ire dei presenti.

### Atto 3
A Parigi, sulle rive della Senna, mentre i contrasti tra ugonotti e cattolici si fanno sempre più aspri e sono in procinto di esplodere, Marcel consegna il cartello di sfida del suo padrone Raoul al conte di Saint-Bris. Una volta suonato il coprifuoco, arriva Valentine, che spera di poter raggiungere l'amato e avvertirlo di una congiura ai suoi danni: alcuni sgherri assoldati dalla sua famiglia vogliono eliminare Raoul nel mentre si reca al luogo del duello. Valentine rivela tutto prima a Marcel, per conquistarsi la sua fiducia, poi direttamente a Raoul appena arriva sul luogo del duello: Raoul apprende solo ora dell'equivoco e dell'amore che Valentine nutre per lui, ma è tardi, perché le nozze tra lei e Nevers si sono già svolte quella mattina stessa. 
 Il duello sta per degenerare in una zuffa tra i congiurati cattolici e i soldati ugonotti, richiamati a gran voce da Marcel, che viene interrotta solo dall'arrivo di Marguerite che intima pace ai contendenti, mentre si avvicina la barca del corteo nuziale del conte di Nevers.

### Atto 4
Nei suoi appartamenti, Valentine si strugge di dolore, e viene raggiunta da Raoul che è entrato non visto nel palazzo. I due vengono però interrotti dall'arrivo del padre e del marito di Valentine, accompagnati da un manipolo di nobili e frati. Costoro hanno elaborato un piano per passare alle armi ed eliminare tutti gli ugonotti presenti nella capitale per le nozze tra Marguerite e Enrico di Navarra. Solo Nevers, sdegnato, si rifiuta di prendere parte al massacro, e viene recluso nel suo stesso palazzo dal suocero. 
 Usciti i congiurati, Valentine scongiura Raoul di salvarsi e non avvertire i suoi confratelli, rivelandogli apertamente i suoi sentimenti: Raoul è commosso, ma il suono della campana che dà l'inizio alla strage sprona il giovane a lasciare la donna per salvare gli altri ugonotti.

### Atto 5
Raoul irrompe all'Hôtel de Nesle, dove si stanno svolgendo le nozze di Marguerite, e avverte tutti i presenti della strage, invitandoli a prendere le armi per difendersi.
 Poco più tardi, mentre il massacro è in corso, Raoul è ferito e, sorretto da Marcel (quest'ultimo a sua volta salvato da Nevers, che per aver aiutato gli ugonotti è stato ucciso dai suoi correligionari), ripara in un cimitero protestante. I due vengono raggiunti da Valentine, che supplica Raoul di abiurare la sua fede e di andare, portando una sciarpa bianca, simbolo dei congiurati, agli appartamenti della regina per aver salva la vita. Raoul rifiuta, e di fronte alla sua fede incrollabile Valentine vacilla e decide di abbracciare la fede ugonotta. I due amanti, uniti nella religione da Marcel che li benedice, affrontano così la morte, che avviene ad opera di un manipolo di nobili cattolici che, dopo averli minacciati di abiurare, al loro rifiuto gli sparano. Tra questi c'è Saint-Bris, che riconosce la figlia solo quando è troppo tardi. L'arrivo di Marguerite, orripilata, pone fine alla strage.

## Struttura musicale
- Ouverture

### Atto I
- N. 1 - Introduzione Des beaux jours de la jeunesse (Nevers, Coro, Tavannes, Cossé, Thoré, Méru, De Retz, Raoul)
- N. 2 - Scena e Romanza di Raoul Non loin des vieilles tours et des remparts - Plus blanche que la blanche hermine (Raoul, Coro)
- N. 3 - Scena e Corale Vraiment, sa candeur est charmante! - Seigneur, rempart et seul soutien (Marcel, Nevers, Raoul, Méru)
- N. 4 - Scena e Canzone Ugonotta Eh! mais… plus je le vois, et plus il me rappelle - Pour les couvents, c’est fini! (Marcel, Coro)
- N. 5 - Pezzo d'Insieme L’aventure est singulière! (Tavannes, De Retz, Cossé, Thoré, Méru, Raoul, Marcel, Coro)
- N. 6 - Finale
  - Coro Honneur au conquérant
  - Cavatina di Urbain Nobles seigneurs salut!
  - Seguito del Finale Trop de mérite aussi quelquefois importune (Nevers, Urbain, Coro, Marcel, Raoul, Méru, Tavannes, Cossé, De Retz)

### Atto II
- N. 7 - Intermezzo e cavatina di Marguerite Ô beau pays de la Touraine! (Marguerite, Urbain, Dame, Coro)
- N. 8 - Coro delle Bagnanti Jeunes beautés, sous ce feuillage (Coro, Marguerite, Urbain)
- N. 8bis - Rondò di Urbain Non, vous n’avez jamais je gage (Urbaine, Coro)
- N. 9 - Scena del bendaggio Le voici! (Coro, Urbain, Marguerite, Dame)
- N. 10 - Recitativo e duetto fra Raoul e Marguerite Pareille loyauté vaut son prix, chevalier - Ah! Si j’étais coquette
- N. 11 - Recitativo ed entrata del coro Madame! - Honneur à la plus belle, honneur! (Coro, Marcel, Raoul, Marguerite, Nevers, Saint-Bris)
- N. 12 - Finale 
  - Giuramento Par l’honneur, par le nom que portaient mes ancêtres (Raoul, Saint-Bris, Nevers, Marcel, Coro, Dama)
  - Scena e stretta Et maintenant, je dois offrir à votre vue - Trahison, perfidie! à ce point l’on m’outrage! (Marguerite, Raoul, Marcel, Nevers, Saint-Bris, Valentine, Coro)

### Atto III
- N. 13 - Intermezzo e coro C’est le jour du dimanche
- N. 14 - Coro
  - Strofe di Soldati Ugonotti Rataplan, rataplan plan plan (Coro, Bois-Rosé)
  - Litanie Vierge Marie (Fanciulle, Coro)
  - Pezzo d'Insieme Vierge Marie (Coro, Bois-Rosé)
- N. 15 - Ronda di zingari Venez, venez, venez! (Zingare, Coro)
- N. 16 - Danze zingaresche
- N. 17 - Coprifuoco Rentrez, habitants de Paris (Arciere, Coro, Bois-Rosé, Studente)
- N. 18 - Scena e duetto fra Marcel e Valentine La nuit vient… Je sais l’heure et le lieu du combat - Dans la nuit où seul je veille
- N. 19 - Settimino En mon bon droit j’ai confiance! (Raoul, Tavannes, De Retz, Cossé, Méru, Marcel, Saint-Bris)
- N. 20 - Coro della disputa Nous voilà, félons, arrière!
- N. 21 - Finale Ma fille! (Saint-Bris, Coro, Raoul, Marguerite, Nevers, Urbain, Marcel)

### Atto IV
- N. 22 - Intermezzo, recitativo e romanza di Valentine Je suis seule chez moi! seule avec ma douleur! - Parmi les pleurs mon rêve se ranime
- N. 23 - Congiura e benedizione dei pugnali Des troubles renaissants et d’une guerre impie - Gloire, gloire au grand Dieu vengeur! (Saint-Bris, Coro, Nevers, Tavannes, Valentine)
- N. 24 - Gran duetto fra Raoul e Valentine Le danger presse et le temps vole

### Atto V
- N. 25 - Recitativo ed aria di Raoul Aux armes, mes amis! - A la lueur de leurs torches funèbres (Raoul, Coro)
- N. 26 - Scena e gran terzetto fra Marcel, Raoul e Valentine C’est toi, mon vieux Marcel, que j’ai cru reconnaître - Savez-vous qu’en joignant vos mains dans ces ténèbres (Marcel, Raoul, Valentine, Coro)
- N. 27 - Scena finale Par le fer et par l’incendie (Coro, Saint-Bris, Valentine, Raoul, Marcel, Urbaine)

## Brani famosi
- Bonheur de la table (Coro)
- Plus blanche que la blanche hermine (Raoul)
- Piff paff (Marcel)
- Nobles signeur, salut! (Urbain)
- O beau pays de la Touraine (Marguerite)
- Non! – non, non, non, non, non! Vouz n'avez jamais, je gage[2] (Urbain)
- Ah, si j'étais coquette (Marguerite-Raoul)
- Parmi les pleurs (Valentine)
- Plus d'amour! Plus d'ivresse! (Raoul-Valentine)

## Discografia parziale
| Anno | Cantanti (Raoul, Valentine, Marguerite, Marcel, Saint-Bris, Urbain)                                          | Direttore            | Etichetta |
| ---- | --- | -------------------- | --------- |
| 1955 | Giacomo Lauri-Volpi, Anna de' Cavalieri, Antonietta Pastori, Nicola Zaccaria, Giorgio Tozzi, Jolanda Gardino | Tullio Serafin       | Memories  |
| 1962 | Franco Corelli, Giulietta Simionato, Joan Sutherland, Nicolaj Ghiaurov, Giorgio Tozzi, Fiorenza Cossotto     | Gianandrea Gavazzeni | G. O. P.  |
| 1969 | Anastasios Vrenios, Martina Arroyo, Joan Sutherland, Nikola Gjuzelev, Gabriel Bacquier, Huguette Tourangeau  | Richard Bonynge      | Decca     |
| 2002 | Warren Mok, Annalisa Raspagliosi, Desirée Rancatore, Soon Won Kang, Luca Grassi, Sara Allegretta             | Renato Palumbo       | Dynamic   |